# Monolitul Phobos

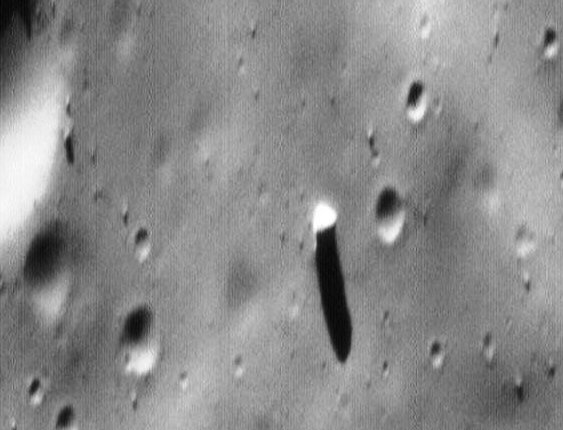
Monolitul Phobos (la dreapta de centru, creând umbra lungă) fotografiat de Mars Global Surveyor (Imagine MOC 55103, 1998).

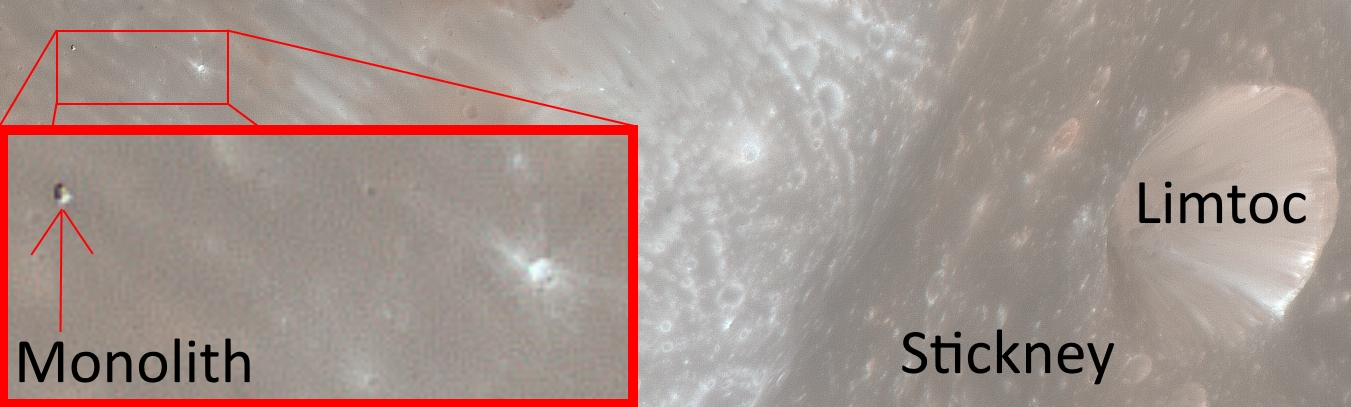
Locația monolitului (imaginea HiRISE PIA10368)

Monolitul Phobos este o rocă mare de pe suprafața satelitului Phobos al lui Marte. Este un bolovan de aproximativ 85 de metri lungime și 90 de metri înălțime. Un monolit este o formă de relief care constă într-o singură bucată masivă de rocă. Monoliții apar și în mod natural pe Pământ, dar s-a sugerat că monolitul Phobos ar putea fi o bucată de rest de impact. Lucrul nedumerit este că bucățile dreptunghiulare înalte de piatră nu pot fi clasificate ca bolovani, așa că există o întrebare care trebuie pusă cu privire la originea lor reală. Monolitul este un obiect luminos lângă craterul Stickney, descris ca un bolovan „de mărimea unei clădiri”, care crează o umbră proeminentă. A fost descoperit de Efrain Palermo, care a efectuat sondaje ample ale imaginilor sondelor marțiane, iar ulterior a fost confirmat de Lan Fleming, un subcontractant de imagistică la Johnson Space Center al NASA.
Apropierea generală a monolitului este un loc de aterizare propus de Optech și Mars Institute, pentru o misiune robotică către Phobos cunoscută sub numele de PRIME (Phobos Reconnaissance and International Mars Exploration). Misiunea PRIME ar fi compusă dintr-un orbiter și un lander, iar fiecare ar avea patru instrumente concepute pentru a studia diferite aspecte ale geologiei lui Phobos. În prezent, PRIME nu a fost finanțat și nu are o dată de lansare proiectată. Fostul astronaut Buzz Aldrin a vorbit despre monolitul Phobos și despre sprijinul său pentru o misiune către Phobos.
Obiectul apare în imaginile Mars Global Surveyor SPS252603 și SPS255103, datate 1998. Obiectul nu are legătură cu un alt monolit situat pe suprafața lui Marte, pe care NASA l-a notat ca exemplu de formă de relief comună în acea regiune.

## În ficțiune
Monolitul Phobos apare în romanul științifico-fantastic din 2012, Amintirea albastră a Pământului, în care suprafața sa a fost sculptată în întregime de către astronauții vizitatori, sub aspectul unei nave spațiale distruse.
Monolitul Phobos este, de asemenea, un punct important al intrigii în romanul științifico-fantastic al lui Dietmar Wehr The Daedalus Mission: A Battle For Mars, unde pare a fi o construcție artificială. Monolitul este o sursă de conflict între companiile private și China.
Monolitul Phobos este, de asemenea, important în complotul „Doom - Knee-Deep In The Dead”, un roman science-fiction scris de Dafydd ab Hugh și Brad Linaweaver. Seria de romane DOOM este „bazată pe DOOM din software-ul id”. Pe spatele cărții scrie: „Porțile erau acolo pe Phobos când omenirea a sosit prima dată. Construcții inerte, neînduplecabile, imposibil de străine, timp de douăzeci de ani au stat fără viață, testamente mute ale creatorilor lor dispăruți de mult, secretele lor ascunse. Apoi, într-o zi, au prins viață...”
Albumul de debut al The Claypool Lennon Delirium, format din multi-instrumentiștii americani Sean Lennon și Les Claypool al lui Primus, lansat pe 3 iunie 2016, se numește Monolith of Phobos.